# بارنت كوهن
بارنت كوهن (بالإنجليزية: Barnett Cohen)‏ هو جراثيمي أمريكي، ولد في 1891، وتوفي في 1952.